# Hạ đường huyết
Hạ đường huyết hay còn gọi là đường huyết thấp là khi lượng đường trong máu giảm xuống dưới mức bình thường. Điều này có thể dẫn đến nhiều triệu chứng như tình trạng lóng ngóng run chân tay, khó nói, rối loạn, mất ý thức, động kinh, thậm chí tử vong.. Cảm giác đói, đổ mồ hôi, run rẩy và yếu ớt chân tay cũng có thể biểu hiện ra bên ngoài. Các triệu chứng thường xuất hiện nhanh.
Nguyên nhân phổ biến nhất của hạ đường huyết do các loại thuốc dùng để điều trị đái tháo đường như insulin và sulfonylurea. Rủi ro tăng cao ở những người bị tiểu đường ăn ít và tập thể dục nhiều hơn bình thường, hoặc uống rượu. Các nguyên nhân khác của hạ đường huyết bao gồm suy thận, có số khối u xác định, chẳng hạn như u tuỵ nội tiết, bệnh gan, tình trạng suy tuyến giáp, đói, bệnh chuyển hoá bẩm sinh, nhiễm trùng nặng, hạ đường huyết phản ứng và một số loại thuốc chứa cồn. Bên cạnh đó, đường huyết thấp có thể xảy ra ở trẻ sơ sinh khoẻ mạnh không được ăn trong vài giờ.
Mức đường huyết để xác định chứng hạ đường huyết có thể thay đổi. Ở những người mắc đái tháo đường dưới 3.9 mmol/L(70 mg/dL) thì được chẩn đoán mắc. Người trưởng thành không mắc đái tháo đường, có các triệu chứng liên quan tới đường huyết thấp hoặc tại thời điểm nhất định có các triệu chứng, sau đó tiến triển khi đường huyết phục hồi bình thường thì được chẩn đoán. Mặt khác mức dưới 2.8 mmol/L (50 mg/dL) nếu không ăn hoặc tập thể dục sau đó có thể được áp dụng để kết luận. Ở trẻ mới sinh, nồng độ đường huyết dước 2.2 mmol/L (40 mg/dL) hoặc thấp hơn 3.3 mmol/L (60 mg/dL) nếu có triệu chứng xuất hiện được chẩn đoán hạ đường huyết. Một vài xét nghiệm khác có thể hữu ích để xác định nguyên nhân bao gồm nồng độ insulin và peptide C trong máu. Cao huyết áp (đường huyết cao) là tình trạng ngược lại.
Trong số những người mắc bệnh tiểu đường, dự phòng bằng việc ăn các thực phẩm kết hợp với các bài tập thể dục và sử dụng thuốc. Khi mọi người cảm thấy mức đường huyết bị hạ, được khuyên nên kiểm tra đường máu trong hệ thống theo dõi đường huyết. Một số người có vài triệu chứng hạ đường huyết ban đầu và thuộc nhóm này được khuyến nghị nên có thói quen kiểm tra thường xuyên. Điều trị đường huyết thấp bằng việc ăn các thực phẩm chứa nhiều đường đơn hoặc uống đường dextrose. Nếu không thể ăn uống bằng miệng, tiêm một liều glucagon có thể giúp ích. Việc điều trị chứng hạ đường huyết không liên quan đến đái tháo đường gồm điều trị vấn đề tiềm ẩn cùng với một chế độ ăn lành mạnh.
Thuật ngữ "hạ đường huyết" đôi khi được sử dụng không đúng, liên quan tới hội chứng tự phát sau ăn (idiopathic postprandial syndrome), một bệnh gây tranh cãi với các triệu chứng tương tự xảy ra sau ăn dù đường huyết ở mức bình thường.

## Nguyên nhân
Khi tế bào não không được cung cấp glucose, người bệnh rơi vào tình trạng rối loạn suy nghĩ, mất định hướng, nhức đầu, lên cơn co giật, bất tỉnh, hôn mê. Có nhiều nguyên nhân gây nên hạ đường huyết, bao gồm:

### Chế độ dinh dưỡng
Ăn không đủ. Thiếu bữa ăn phụ, bỏ bữa ăn, ăn quá ít. cụ thể:
- Hạ đường huyết do ăn không đúng bữa (ăn trễ giờ so với bữa ăn bình thường) hoặc bỏ bữa (đặc biệt là bữa ăn sáng)
- Hạ đường huyết vì bỏ bữa ăn vì quên hoặc cho là còn no bụng.
- Hạ đường huyết do ăn không đủ lượng cacbohydrat (các loại tinh bột)
- Hạ đường huyết do nhịn đói lâu ngày.[8]
- Hạ đường huyết do uống nhiều rượu, bia, đặc biệt lúc đang đói...

### Do bị tiểu đường
Hạ đường huyết do bệnh tiểu đường. Việc điều hòa lượng đường trong máu một cách hài hòa là do hai loại hormon insulin và glucagon do tuyến tụy sản xuất ra: insulin sẽ làm giảm lượng glucoza còn glucagon sẽ làm tăng glucoza. Sự điều hòa của hai loại hormon này rất nhịp nhàng. Trong bệnh tiểu đường do cơ thể không sản xuất đủ insulin hoặc không đáp ứng tốt với insulin nên làm tăng lượng glucoza trong máu. Điều trị đái đường không đúng phương pháp, như dùng quá liều insulin; insulin hấp thu quá nhanh hoặc quá kéo dài do: loạn dưỡng mỡ dưới da ở những vùng tiêm insulin lâu ngày; tiêm ở những vùng hoạt động nhiều (tay, chân...); chườm nóng sau khi tiêm insulin.
Đối với người bệnh điều trị bằng thuốc viên (sulfamid), hạ đường huyết thường có các nguyên nhân do uống quá liều, uống thuốc xa bữa ăn chính. Không ăn nhưng vẫn uống thuốc. Tự động uống thuốc khi không có chỉ định của bác sĩ. Hoạt động thể lực quá sức.

### Nguyên nhân khác
Hạ đường huyết do hoạt động quá mức bình thường như tập thể dục, thể thao (chạy điền kinh, bơi lội, leo núi, đua xe đạp đường trường...), lao động nặng... Mắc các bệnh nhiễm vi khuẩn như nhiễm trùng phổi và đường tiểu tiện, đặc biệt ở người cao tuổi sống trong viện dưỡng lão. Các bệnh nghiêm trọng về thận, gan, tuyến giáp, ung thư. Rối loạn các cơ quan nội tiết hormon. Hạ đường huyết cũng có thể xảy ra trong giai đoạn đầu của thai kỳ khi người phụ nữ phải làm việc vất vả, hoặc xảy ra ở những người uống quá nhiều đồ uống có cồn.

## Biểu hiện
- Thể nhẹ: Thường bệnh nhân không chịu được đói, người run, chân tay bủn rủn, vã mồ hôi, chóng mặt, tim đập nhanh, đánh trống ngực, lờ đờ, buồn ngủ. Trong thực tế, người ta cũng thường gặp những công nhân do làm việc nặng nhọc, căng thẳng nên vào cuối giờ lao động, người mệt mỏi, làm việc kém năng suất, có dấu hiệu của hạ đường huyết thể nhẹ và hay xảy ra tai nạn lao động. Nếu được uống nước đường hay thức ăn ngọt.
- Thể vừa: Có trường hợp rối loạn tinh thần, có cơn thao cuồng, sầu uất, ủ rũ, mất phương hướng, đôi khi xuất hiện cơn co giật như động kinh, nhìn đôi, luôn ủ rũ và tính dễ bị kích động[9]. Có người bị liệt nửa người, nhưng thường chỉ vài phút, vài giờ là khỏi hẳn. Cũng có trường hợp buồn nôn, đôi khi đau bụng, ngất.
- Thể nặng: Hôn mê xảy ra đột ngột, hôn mê sâu, co cơ hàm hoặc cơn co giật toàn thân, có khi liệt nửa thân. Nhiệt độ giảm. Có trường hợp tự nhiên tỉnh dần trong vài giờ hay vài ngày. Nếu tiêm glucoza thì khỏi nhanh hơn. Có trường hợp tử vong vì trụy tim mạch trong các cơn nặng. Điều đặc biệt trong chứng hạ đường huyết tự phát là cơn xảy ra lúc đói, rất đúng giờ, giống nhau, hay bị đi bị lại nhiều lần. Nếu lấy máu làm xét nghiệm, thấy đường huyết hạ.

Nhưng nhìn chung, những biểu hiện rõ ràng và dễ nhận thấy được vẫn là mệt đột ngột không giải thích được; đau đầu, chóng mặt lả đi; cảm giác đói cồn cào; vã mồ hôi; tê buồn chân tay; chân có cảm giác nặng; lo lắng bứt rứt; run tay; hồi hộp, tim đập nhanh; có khi buồn nôn và nôn.

## Điều trị
- Luôn luôn có sẵn đường hoặc các sản phẩm có đường như kẹo, bánh, sôcôla, nước ngọt có đường... trong túi, trong cặp để lúc xảy ra hạ đường huyết là có thể dùng ngay. Hạ đường huyết nhẹ thì dùng ngay bánh, hoa quả, sữa... hoặc bất cứ đồ ăn nào có sẵn trong nhà. Tuy nhiên không được quá lạm dụng vì dễ đẫn đến việc đường huyết tăng.
- Nếu hạ đường huyết do bệnh tiểu đường thì nên tuân theo lời chỉ dẫn của thầy thuốc trong việc dùng thuốc và ăn uống hằng ngày
- Không bỏ bữa ăn, ăn đủ lượng cacbonhydrat, ăn thêm bữa phụ, ăn nhiều rau...
- Nên tập thể dục thường xuyên và đúng bài bản.
- Đối với người do bị đái đường cần tiêm hay cho bệnh nhân uống glucoza, tuy nhiên có rất nhiều nguyên nhân khó phát hiện. Chất insulin do tuyến tụy tiết ra có tác dụng điều hòa đường huyết.
- Trường hợp do u tuyến tụy gọi là hạ đường huyết tự phát. Bệnh này có thể điều trị khỏi hẳn nếu được phẫu thuật cắt bỏ khối u.